# Castelo de Larressingle

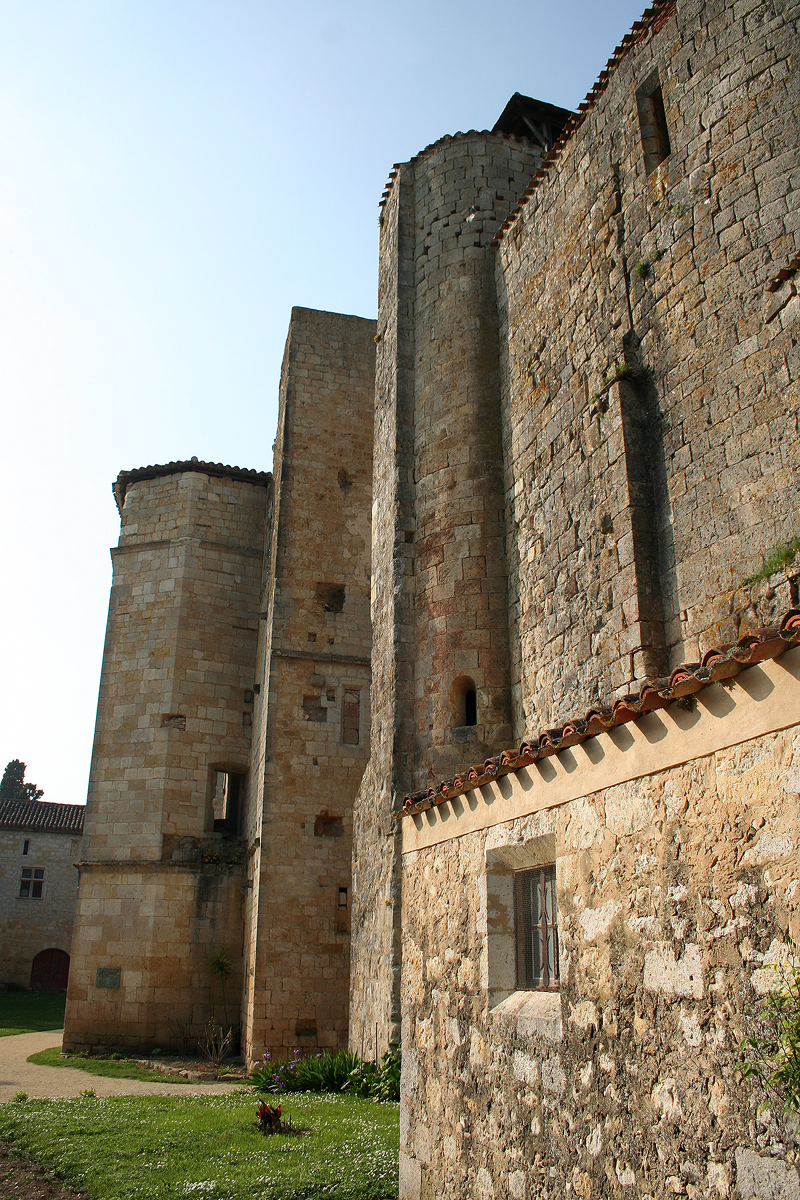

O Château de Larressingle é um castelo em ruínas na comuna de Larressingle, no departamento de Gers, na França.
O castelo foi construído na segunda metade do século XIII. Os segundo e o terceiro andares foram adicionados por Arnaud Orthon de Lomagne, Bispo de Condom, entre 1285 e 1305. As janelas foram adicionadas em várias épocas nos séculos XV e XVI, especialmente entre 1521 e 1545, quando foram realizadas obras extras para o Monsenhor de Grossolles, incluindo a construção de uma torre hexagonal.
As ruínas estão listadas desde 1922 como um monumento histórico pelo Ministério da Cultura da França.

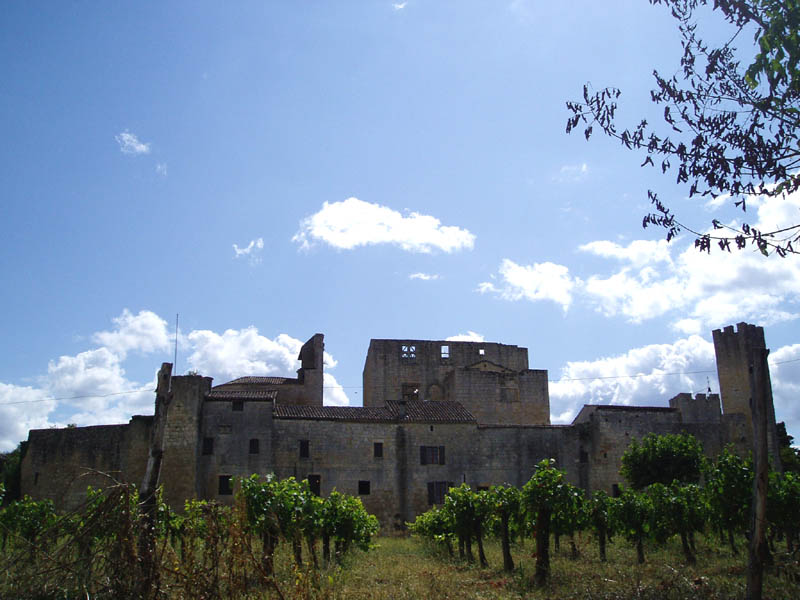